# Red Cloud (Nebraska)
Red Cloud es una ciudad ubicada en el condado de Webster, Nebraska (Estados Unidos). Tiene una población estimada, a mediados de 2021, de 982 habitantes.
Es la sede del condado.

## Historia
La región de la actual Red Cloud fue ocupada intermitentemente y utilizada como coto de caza por los pawnees hasta 1833. En ese año, se firmó un tratado en el que los pawnees entregaron sus tierras al sur del río Platte. Según George Hyde, es probable que los pawnees no se dieran cuenta de que estaban renunciando a sus tierras y que se les hizo creer que solo estaban otorgando a los delawares y otras tribus reubicadas permiso para cazar en el área.
En 1870, el área que ahora es el condado de Webster se abrió a los colonos. En ese año, Silas Garber y otros colonos presentaron reclamos a lo largo de Crooked Creek, justo al este de la ciudad actual. En 1871, la ciudad, que lleva el nombre del renombrado líder Oglala Lakota Red Cloud, fue votada como sede del condado recién formado. La ciudad fue urbanizada en 1872.
La autora Willa Cather vivió en Red Cloud durante varios años con su familia, desde 1883 a los nueve años. Usó la ciudad como inspiración para varias de sus novelas, incluida Black Hawk en My Ántonia. Además de escribir sobre la ciudad, Cather también publicó, mientras vivía en Red Cloud. The Red Cloud Chief, el primer periódico de la ciudad, publicó las primeras contribuciones de la autora. Varios edificios del siglo XIX descritos en sus libros están incluidos en el distrito histórico de Willa Cather, el distrito más grande dedicado a un autor que figura en el Registro Nacional de Lugares Históricos. La casa de su infancia es parte del distrito.

## Demografía
Según el censo de 2020, en ese momento había 962 personas residiendo en Red Cloud. La densidad de población era de 361.65 hab./km². El 90.44% de la población eran blancos, el 0.62% eran afroamericanos, el 0.83% eran amerindios, el 0.42% eran asiáticos, el 1.98% eran de otras razas y el 5.72% eran de una mezcla de razas. Del total de la población, el 6.96% eran hispanos o latinos de cualquier raza.